# Veratrum dahuricum
Veratrum dahuricum là một loài thực vật có hoa trong họ Melanthiaceae. Loài này được (Turcz.) O.Loes. miêu tả khoa học đầu tiên năm 1926.